# Julian Cheung
Julian Cheung Chi-lam (nacido el 27 de agosto de 1971), más conocido como Chilam, es un cantante y actor hongkonés. Cheung es popularmente conocido por interpretar a su personaje principal llamado "Guo Jing", en una serie de televisión a la adaptación de la novela de Wuxia de 1994, titulada "The Legend of the Condor Heroes" y también como Chi-Kin en un drama de TVB titulado "Cold Blood Warm Heart" (1996).
Cheung saltó a la fama instantánea en 1991 con el lanzamiento de su primer sencillo titulado,  "A Modern Love Story" con Arce Hui, desde entonces ha sido el único artista que ha vendido la mayor cantidad de copias de este álbum debut bajo registro de la IFPI. En 1992, Cheung recibió un premio llamado "TVB Jade Solid Gold", declarado como mejor cantante. En el 2000, Cheung cosechó 2 premios notables de TVB para el drama, "Return of the Cuckoo".
Cheung ha ganado 60 millones de HKD en wl 2014. 

## Biografía
Nacido en Hong Kong, Cheung pasó la mayor parte de sus primeros años en Hong Kong y asistió a varias escuelas solo para varones. Tiene una hermana mayor y una hermana menor. Cuando tenía unos 13 años, sus padres se divorciaron y él y su padre emigraron a Australia cuando tenía unos 15 años de edad. Asistió al "Pendle Hill High School" en Sídney. En 1986, sus padres se volvieron a casar, pero más adelante se divorciaron por segunda vez. Además Jualian era considerado un buen actor y cantante y su padre pensó que tenía un don y lo envió a una escuela de actuación.

## Carrera
En 1990, cuando tenía unos 19 años de edad, Julian Cheung volvió a Hong Kong durante sus vacaciones de verano y se encontró con su primo y amigo de la infancia, Anna Ueyama (上山 安娜). Anna Cheung presentó a su primer mánager llamado, Tony. Impresionado con por voz, Tony inmediatamente lo registró a la IFPI y comenzó a entrenarlo. Julian Cheung luego grabó su primer disco a duetos, como con la cantante Maple Hui (許秋怡). Su sencillo debut, "A Modern Love Story", fue lanzado por la compañía discográfica de Fitto en 1991 y fue todo un éxito inmenso. Hasta la fecha todavía se mantiene en el récord de la IFPI, dirigido para cantantes recién iniciados en la música.

## Discografía
- Modern Love Story (現代愛情故事) (1991) (duet album with Maple Hui)

Note: The album was later re-released under the EMI label and later, Warner Music.
- Make Me Happy (逗我開心吧) (1992)
- Miss You Much (如此這般想你) (1993)
- Love at Creation Times (愛在創意的日子)(1994)
- CHILAM (1994)
- Love Played A Joke on Us (愛情開了我們一個玩笑) (1995)
- Thanks For Your Concern (多謝關心) (1995)
- Cold Blood Warm Heart Compilation (怎會如此) (1996)
- Insincere (言不由衷) (1996)
- Smile With Tears Single (笑中有淚) (1996)
- I Love You Too (我也喜歡你) (1997)
- Best of the Best 22 Songs (霖歌精選22首) (1997)
- Black Temptation (黑色誘惑) (1997)
- Yes or No (有沒有) (1998)
- Monsieur Enfant EP (孩子先生) (1999)
- Chi Lam Love Collection (至霖情歌集) (1999)
- Tian Di Nan Er (天地男兒) (1999)
- Moonlight / Return of the Cuckoo Original Soundtrack (十月初五的月光 原聲大碟) (2000)
- Ten Fingers Interlocked (十指緊扣) (2000)
- Ten Fingers Interlocked Special Edition (十指緊扣（特別版）) (2001)
- California Red 903 Live in Concert (Video) (2001)
- EMI Best Music Collection (星聲傳集 – 張智霖) (2002)
- Love & Dream (愛與夢 粵語新曲+精選) (2003)
- I Am Chilam (2009)
- I AM CHILAM 2nd Version (2009)
- What is Love (2011)
- Like A Song (single) (歲月如歌) (2013)
- DEJA VU (2014)

## Filmografía

### Series de televisión
| Año  | Título en inglés                   | Título en chino      | Personaje                 | Notas |
| ---- | ---------------------------------- | -------------------- | ------------------------- | --- |
| 1992 | The Peak of Passion                | 沖天小子             | Cheung Pui-chun           | |
| 1993 | The Mystery of the Condor Hero     | 射鵰英雄傳之九陰真經 | Chan Yuen-fung            | |
| 1994 | Remembrance                        | 黃浦傾情             | Yam Hong-fei              | |
| 1994 | The Legend of the Condor Heroes    | 射鵰英雄傳           | Kwok Ching                | |
| 1995 | The Ching Emperor                  | 天子屠龍             | Kangxi Emperor            | |
| 1996 | Cold Blood Warm Heart              | 天地男兒             | Law Tze-kin               | |
| 1999 | Romance of the White Haired Maiden | 白髮魔女             | Zhuo Yihang               | |
| 2000 | Return of the Cuckoo               | 十月初五的月光       | Man Chor                  | Nominated – TVB Anniversary Award for Best Actor                                                                                    |
| 2000 | Dare to Strike                     | 掃冰者               |                           | |
| 2001 | Palm of Rulai                      | 如來神掌             |                           | |
| 2002 | The New Judge                      | 草民縣令             | Zhang Fugui               | |
| 2002 | Take My Word For It                | 談判專家             | Yeung Kwong               | Nominated – TVB Anniversary Award for Best Actor                                                                                    |
| 2003 | Flying Daggers                     | 飛刀又見飛刀         | Li Huai                   | |
| 2003 | Point of No Return                 | 西關大少             | Chow Tin-chi              | |
| 2004 | Ni Shui Han                        | 逆水寒               |                           | |
| 2004 | ICAC Investigators 2004            | 廉政行動2004         | Wong Kai-chung            | |
| 2004 | Shades of Truth                    | 水滸無間道           | Ha Chung Yam/Mo Chung     | Nominated – TVB Anniversary Award for Best Actor                                                                                    |
| 2006 | A Beautiful New World              | 美麗新天地           |                           | |
| 2007 | Red Powder                         | 紅粉                 | Pu Jiawei                 | |
| 2007 | The Legend of Lu Xiaofeng          | 陸小鳳傳奇           | Lu Xiaofeng               | |
| 2007 | Long Men Yi Zhan                   | 龍門驛站             | Xun Chengma               | |
| 2010 | Who's the Hero                     | 勝者為王             | Fu Kam-po                 | |
| 2011 | The Rippling Blossom               | 魚躍在花見           | Yue Chi-ying              | Nominated – TVB Anniversary Award for Best Actor Nominated – TVB Anniversary Award for My Favourite Male Character                  |
| 2011 | ICAC Investigators 2011            | 廉政行動2011         | Yeung Kwok-chu            | |
| 2013 | Triumph in the Skies II            | 衝上雲霄II           | Jayden Koo (Captain Cool) | Nominated – 2013 TVB Anniversary Awards for Best Actor (Top 5) Won – 2013 TVB Anniversary Awards for My Favourite TV Male Character |

### Películas[1][2]
| Año  | Título en inglés            | Título en chino       | Personaje                 | Notas                         |
| ---- | --------------------------- | --------------------- | ------------------------- | ----------------------------- |
| 1993 | Legend of the Liquid Sword  | 笑俠楚留香            | Prince                    | cameo                         |
| 1993 | A Warrior's Tragedy         | 邊城浪子              | Swift Sword               |                               |
| 1994 | Right Here Waiting...       | 等愛的女人            | Albert                    |                               |
| 1995 | Happy Hour                  | 歡樂時光              | Cheung Pak-seung          |                               |
| 1995 | Tragic Commitment           | 沒有老公的日子        | Alex Wong                 |                               |
| 1995 | Highway Man                 | 馬路英雄II非法賽車    | Chiu Chi-chung            |                               |
| 1996 | Banana Club                 | 正牌香蕉俱樂部        |                           |                               |
| 1996 | Those Were the Days         | 四個32A和一個香蕉少年 | Chan Yan-kin              |                               |
| 1996 | To Be No. 1                 | 金榜題名              | Fei Chuen                 |                               |
| 1996 | Best of the Best            | 飛虎雄心2傲氣比天高   | Coolman Ho                |                               |
| 1997 | Love, Amoeba Style          | 愛情Amoeba            | Mo Yan-dung               |                               |
| 1997 | Theft Under the Sun         | 豪情蓋天              | Leung Ka-ho               |                               |
| 1997 | Option Zero                 | G4特工                | Ben                       |                               |
| 1998 | Love and Let Love           | 生死戀                | Cliff                     |                               |
| 1998 | The Suspect                 | 極度重犯              | Max Mak                   |                               |
| 1998 | Extreme Crisis              | B計劃                 | Insp. Ken Cheung          |                               |
| 2000 | Bruce Law Stunts            | 特技猛龍              | himself                   | Documentary                   |
| 2000 | Dragon Heat                 | 龍火                  |                           |                               |
| 2000 | The Island Tales            | 有時跳舞              | Han                       |                               |
| 2000 | And I Hate You So           | 小親親                | Yuen Cheng-hau            |                               |
| 2000 | Perfect Match               | 跑馬地的月光          | Edmond                    |                               |
| 2000 | Twilight Garden             | 幽谷約會              | Chi                       |                               |
| 2001 | Comic King                  | 漫畫風雲              | Yip Fung                  |                               |
| 2001 | Martial Angels              | 絕色神偷              | Lok Chi-yang              |                               |
| 2001 | Esprit D'Amour              | 陰陽愛                | Joe Chan                  |                               |
| 2001 | Blue Moon                   | 月滿抱西環            | Officer Chung / Kit       |                               |
| 2001 | Stowaway                    | 驚天大逃亡            | Chow Dai-fook             |                               |
| 2001 | The Replacement Suspects    | 困獸                  | Rick                      |                               |
| 2002 | Reunion                     | 手足情深              | Jacky Cheung              |                               |
| 2002 | Possessed                   | 奪魄勾魂              | James                     |                               |
| 2005 | Bar Paradise                | 美麗酒吧              | Beauty's bodyguard        |                               |
| 2006 | Wo Hu                       | 臥虎                  | Tommy                     |                               |
| 2006 | Heavenly Mission            | 天行者                | Lawyer Ma                 |                               |
| 2007 | Love to be Found in Nowhere | 青蘋果                |                           |                               |
| 2007 | A Mob Story                 | 人在江湖              | Chat / Seven              |                               |
| 2007 | Kidnap                      | 綁架                  | Chow Siu-chi              |                               |
| 2009 | The First 7th Night         | 頭七                  | Pony                      |                               |
| 2012 | Natural Born Lovers         | 天生愛情狂            | Taylor                    |                               |
| 2013 | The Grandmaster             | 一代宗師              | opera singer              |                               |
| 2013 | Born to Love You            | 大叔，我愛你          |                           |                               |
| 2013 | Time Lapse                  |                       |                           | mini movie for Georgia Coffee |
| 2014 | The Fox Lover               | 白狐                  | Wang Yuanfeng             |                               |
| 2015 | Triumph in the Skies        | 衝上雲霄              | Jayden Koo (Captain Cool) |                               |
| 2015 | You Are the One             |                       |                           |                               |

### Programas de variedades
| Año        | Programa   | Notas                  |
| ---------- | ---------- | ---------------------- |
| 2016, 2017 | Happy Camp | 2 episodios - invitado |